# Langenholdinghausen
Langenholdinghausen ist ein Stadtteil der Großstadt Siegen.

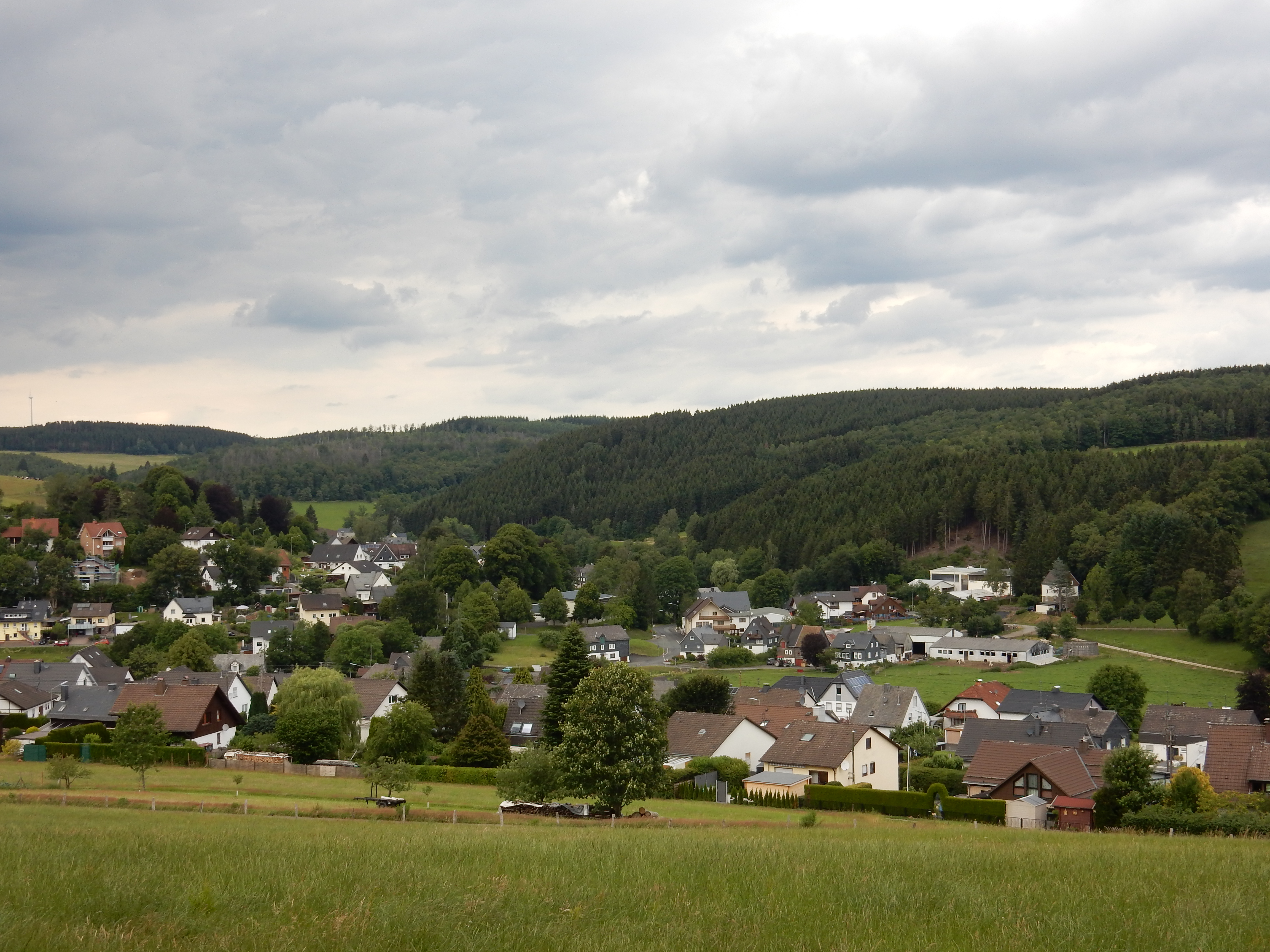
Blick auf Langenholdinghausen aus südlicher Richtung

## Geografie
Langenholdinghausen liegt im Tal des Birlenbachs, der in Meiswinkel nördlich entspringt, zwischen 270 und 330 m Höhe. Im Ort mündet der Holzklaubach, der bei Oberholzklau entspringt. Berge um den Ort sind der Eibel mit 320,3 m Höhe im Osten, der Steimelskopf, der mit 387,4 m Höhe die höchste Erhebung direkt um den Ort bildet im Norden oder der Berg Hummel mit 381,7 m Höhe im Süden. Der höchste Berg in der Gemarkung ist der Holenborn mit 404,8 m Höhe. Der Ort liegt im Süden seiner Gemarkung, die sich vom nördlichen Ortsende noch einen Kilometer nach Norden zieht.
Der Ort liegt im Norden der Stadt Siegen und grenzt dort an die Stadtteile Meiswinkel, Sohlbach und Buchen im Norden. Östlich schließt sich der Stadtteil Geisweid an, die Stadtteile Birlenbach und Trupbach liegen südlich.
In der regionalen Mundart, dem Siegerländer Platt, wird Langenholdinghausen als „Hollekuse“ bezeichnet. Der Stadtteil ist eher ländlich geprägt und beherbergt viel historische Bausubstanz. So existieren Gebäude im Stile des Siegerländer Fachwerkbaus, deren Errichtungsdatum bis ins 17. Jahrhundert zurückreicht.

## Geschichte
Langenholdinghausen wurde am 1. Mai 1277 als „Holdinkusin“ erstmals urkundlich erwähnt. Laut dieser Urkunde schenkte der Ritter Hermann von Wilnsdorf seine Güter in Holdinghausen dem Kloster Keppel. Die Besiedlung des Ortsgebietes geht schon auf das 7. oder 8. Jahrhundert zurück.
In der zweiten Hälfte des 15. Jahrhunderts wuchs der Ort stark an. Das Dorf dehnte sich in Richtung Meiswinkel aus, auf der rechten Bachseite entstand ein Oberdorf, das sich zum Zentrum des Ortes entwickelte. Langenholdinghausen war im Jahr 1563 das zweitgrößte Dorf im Kirchspiel.
Langenholdinghausen gehörte dem Amt Freudenberg an und wurde am 1. Juli 1966 in die neu gegründete Stadt Hüttental eingemeindet, die am 1. Januar 1975 in die Stadt Siegen eingegliedert wurde.

### Einwohnerzahlen
Einwohnerzahlen des Ortes:
| Jahr | Einwohner |
| ---- | --------- |
| 1520 | 91        |
| 1563 | 119       |
| 1694 | 109       |
| 1703 | 119       |
| 1708 | 121       |
| 1808 | 176       |
| 1815 | 192       |
| 1818 | 206       |
| 1825 | 212       |
| 1858 | 227       |
| 1864 | 232       |

| Jahr | Einwohner |
| ---- | --------- |
| 1871 | 246       |
| 1885 | 221       |
| 1895 | 289       |
| 1890 | 259       |
| 1900 | 296       |
| 1910 | 296       |
| 1913 | 300       |
| 1922 | 343       |
| 1925 | 369       |
| 1927 | 372       |
| 1933 | 413       |

| Jahr | Einwohner |
| ---- | --------- |
| 1935 | 411       |
| 1939 | 423       |
| 1940 | 430       |
| 1952 | 570       |
| 1961 | 669       |
| 1970 | 734       |
| 1984 | 1790      |
| 1988 | 2282      |
| 1991 | 2346      |
| 1994 | 2392      |
| 2004 | 1801      |

| Jahr | Einwohner |
| ---- | --------- |
| 2006 | 1733      |
| 2008 | 1669      |
| 2009 | 1662      |
| 2010 | 1539      |
| 2011 | 1515      |
| 2012 | 1511      |
| 2013 | 1612      |
| 2014 | 1920      |
| 2015 | 1956      |
| 2016 | 1951      |
| 2019 | 2010      |

## Politik

### Ehemalige Ortsvorsteher
- ab 1975 bis ?: Artur Paul († 29. Oktober 1990)[14]

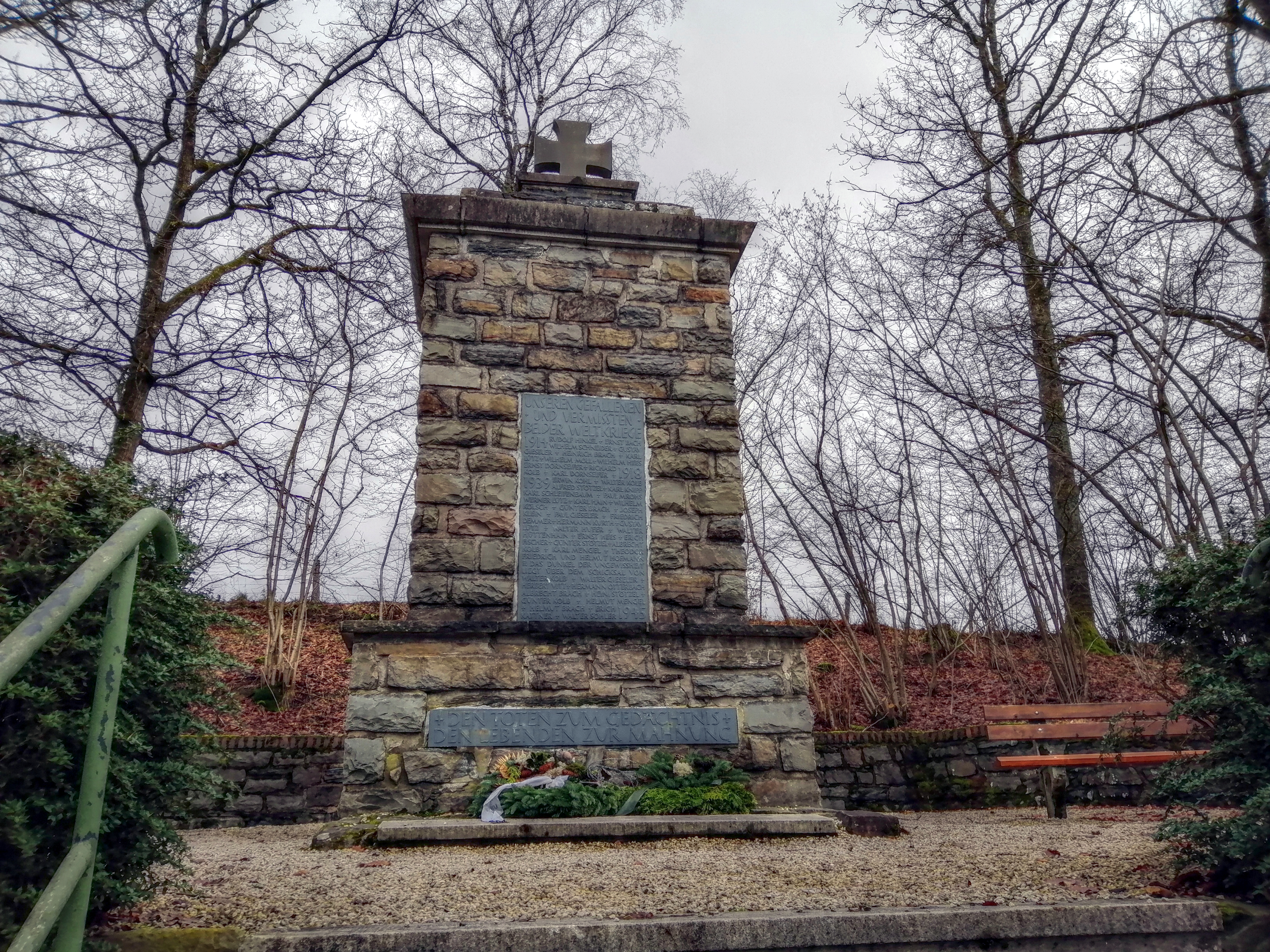
Mahnmal am Eibel

## Infrastruktur

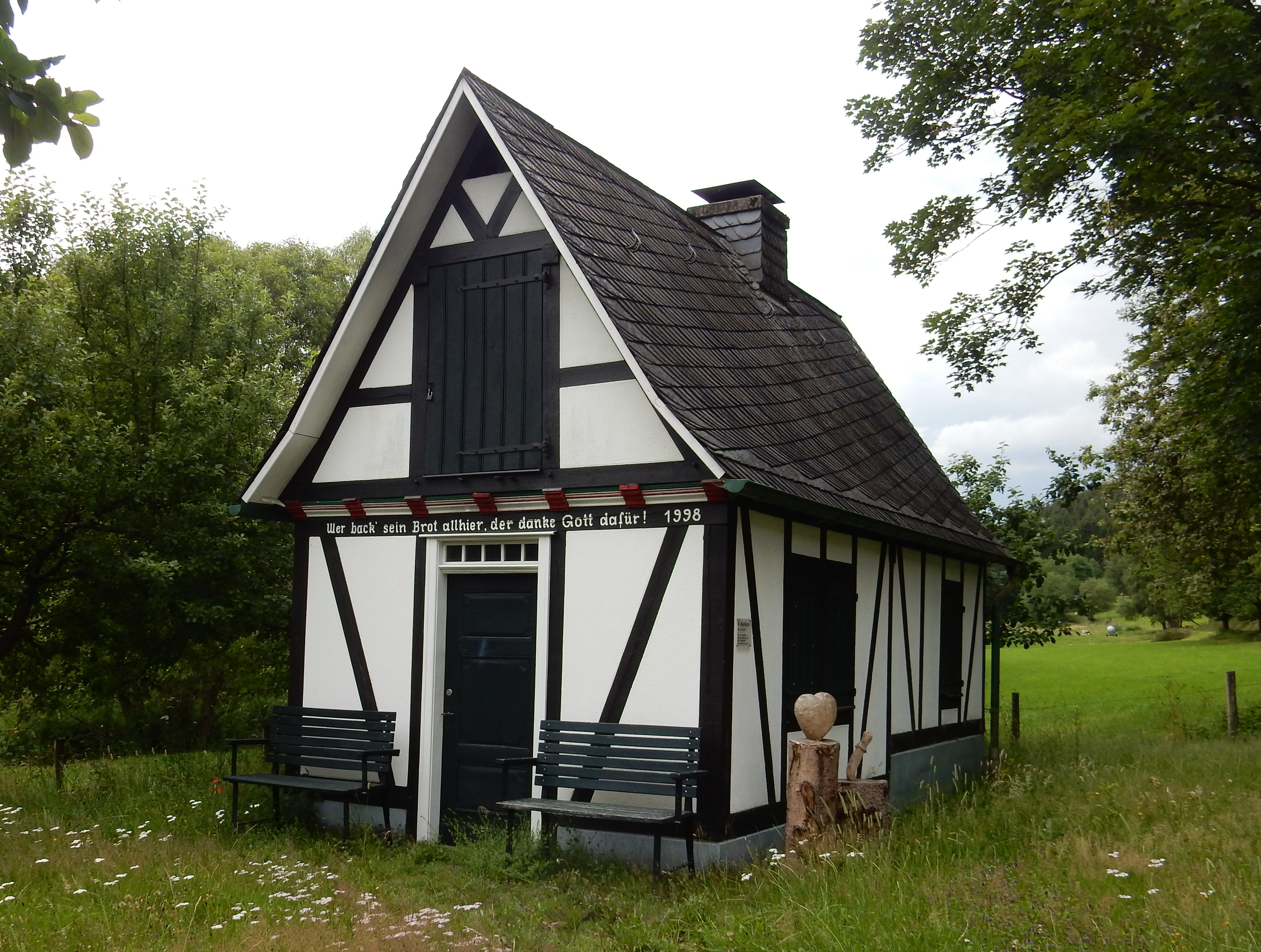
Backes in Langenholdinghausen

Der Ort verfügt über eine Turnhalle, einen Kindergarten, eine Kita, einen Spielplatz, ein Feuerwehrhaus, eine Bürgerstube in der ehemaligen Volksschule und ein Dorfgemeinschaftshaus. Industrie findet man nur an der Straße in Richtung Birlenbach. Dort wurde Anfang der 1970er-Jahre das Wohngebiet am Westhang errichtet, in dem sich zahlreiche Hochhausbauten und Mehrfamilienhäuser befinden. Hier bildete sich einer der sozialen Brennpunkte der Stadt Siegen. An die Kriegsopfer erinnert außer dem Mahnmal am Eibel, auch ein 1999 am Fuße des Eibel errichteter Gedenkstein.
Der Stadtteil liegt an der Landesstraße L 564, die von Geisweid nach Hünsborn führt. Im Ort zweigt die Kreisstraße 8 in Richtung Meiswinkel ab. Über Geisweid ist Langenholdinghausen an die Hüttentalstraße angebunden. Dort befindet sich auch der nächste Bahnhof. Die nächste Auffahrt zur Bundesautobahn 45 befindet sich in Freudenberg.

## Veranstaltungen
Seit dem Jahr 1999 findet rund um das Backhaus am Zinnwald jährlich im Sommer das „Backesfest“ statt.